# Kentwood
Kentwood é um pequeno município do estado da Louisiana nos Estados Unidos da América. Foi fundado em 1893 por Amos Kent. Possui uma população estimada de 2309 habitantes (Julho de 2006) com 44,5% de homens e 55,5% de mulheres. A média de idade dos seus habitantes é de 33,5 anos, sendo formada por 64,9% de negros, 34,4% de brancos não hispânicos e 0,7% de hispânicos. 
Encontra-se a 225 pés acima do nível do mar e com uma área de 6,92 milhas quadradas. Possui uma densidade populacional de 312 habitantes por milha quadrada. 
Tangipahoa, Roseland e Osika são as cidades mais próximas. Possui o incrível índice de zero assassinatos, zero estupros, um roubo e quinze assaltos (dados de 2006). Possui uma temperatura média de 23°C durante a maior parte do ano e fica na rota dos tornados que cruzam o estado da Louisiana, tendo sido atingida por um tornado categoria quatro em outubro de 1975, que matou nove pessoas, feriu cerca de 210 e causou prejuízos de cerca de 50 milhões de dólares.  
Conhecida também por ser a cidade onde cresceu a cantora Britney Spears e  sua irmã Jamie Lynn Spears.

## História
Esta cidade rural foi fundada por Amos Kent em 1893.
Em 30 de agosto de 2012, a pressão sobre uma barragem no rio Tangipahoa ao norte da cidade como resultado do furacão Isaac levou o governador da Louisiana, Bobby Jindal, a pedir a evacuação obrigatória da cidade devido aos temores de inundações em grande escala do lago Tangipahoa. A ordem de evacuação foi posteriormente rescindida e a barragem mantida.